# Christian Danner
Christian Danner (Múnich, 4 de abril de 1958) es un expiloto de automovilismo alemán. Disputó 47 Grandes Premios de Fórmula 1, largando 36 y logrando 4 puntos.

## Carrera deportiva
Christian empezó su carrera deportiva en Copa Renault 5 en 1977. Más tarde pasó a Fórmula 2 en 1981 y marcó el récord de la vuelta rápida en el antiguo circuito de Nürburgring. En su etapa en F2 estaba frecuentemente en el podio pero sin victorias. 
Ganó el campeonato inaugural de Fórmula 3000 en 1985 y debutó en Fórmula 1 en septiembre de ese año en un Zakspeed 841. Hizo dos carreras pero no pudo terminar ninguna carrera debido a fallos mecánicos. Para 1986, firmó con el pequeño equipo italiano Osella, pero tuvo problemas con el monoplaza con motor Alfa Romeo. Después de no poder terminar una carrera en las primeras seis carreras, Danner se mudó a Arrows con sus potentes motores turbo BMW y anotó su primer punto en el Gran Premio de Austria.

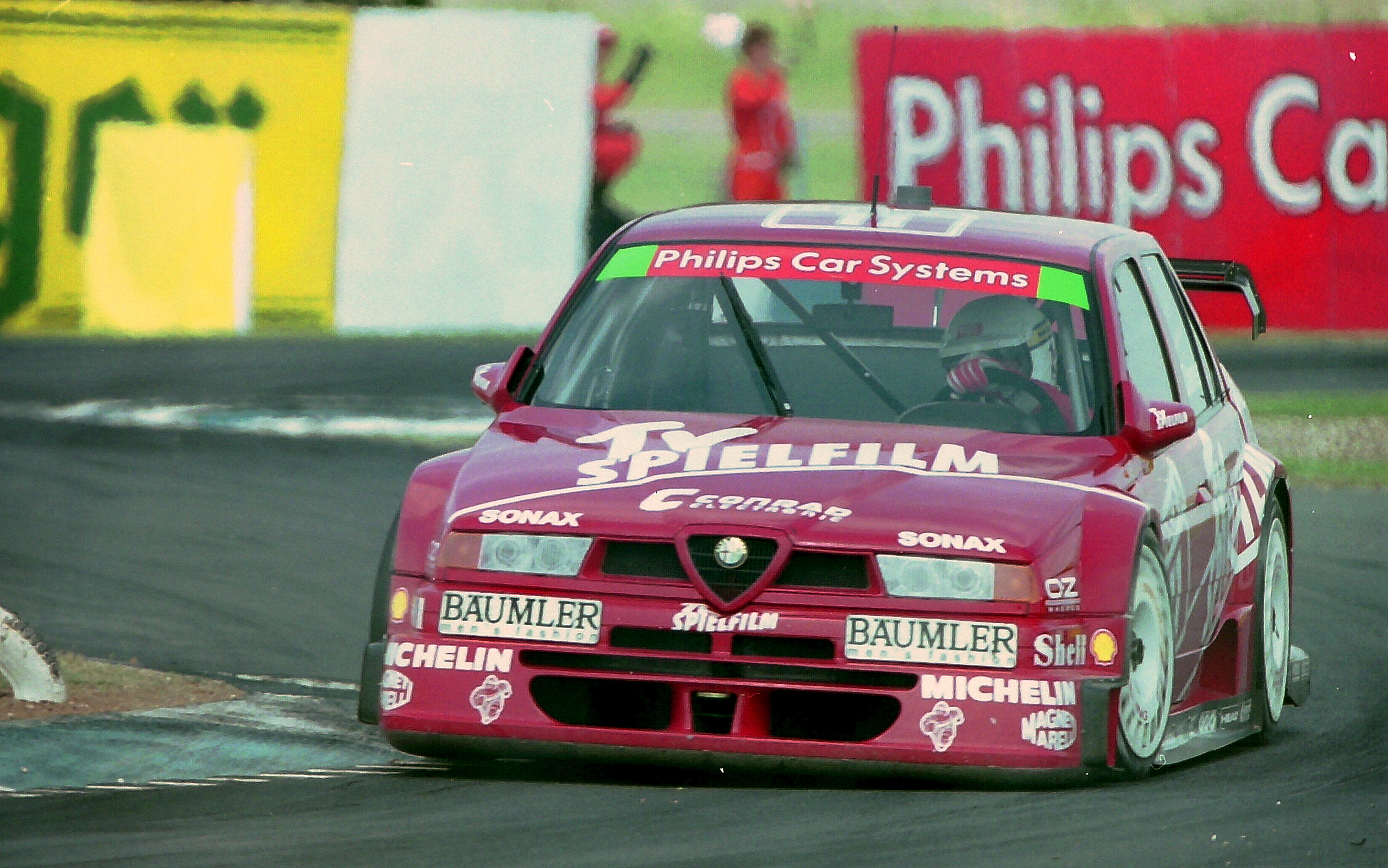
Christian Danner en el DTM 1994

Danner regresó a Zakspeed en 1987. El monoplaza no era competitivo y, a menudo, poco confiable, y cuando Danner terminaba una carrera siempre estaba fuera de los puntos. Después de haber competido en automóviles de turismo en 1988, Danner regresó a Fórmula 1 en 1989 con Rial Racing de nuevo con un bólido muy poco competitivo y Danner fue despedido después del Gran Premio de Portugal después de solo clasificar para cuatro carreras ese año. Ese año, en Estados Unidos, logró su mejor resultado en la categoría: 4°, detrás de Prost, Patrese y Cheever.
Luego pasó por categorías como DTM/ITCC, IndyCar, entre otras, hasta su retiro definitivo en 2017. En este periodo volvió estar en equipos de Fórmula 1: como probador de Jaguar en 2001 y Super Aguri en 2007.
Desde 1998 es comentarista de Fórmula 1 en el canal de televisión alemán RTL.

## Resultados

### Fórmula 1
(Clave) (negrita indica pole position) (cursiva indica vuelta rápida)

| Año     | Escudería            | 1       | 2       | 3       | 4       | 5       | 6       | 7       | 8       | 9       | 10      | 11      | 12      | 13      | 14      | 15      | 16      | Pos. | Puntos |
| ------- | -------------------- | ------- | ------- | ------- | ------- | ------- | ------- | ------- | ------- | ------- | ------- | ------- | ------- | ------- | ------- | ------- | ------- | ---- | ------ |
| 1985    | West Zakspeed Racing | BRA     | POR     | SMR     | MON     | CAN     | USE     | FRA     | GBR     | GER     | AUT     | NED     | ITA DNP | BEL Ret | EUR Ret | RSA     | AUS     | NC   | 0      |
| 1986    | Osella Squadra Corse | BRA Ret | ESP Ret | SMR Ret | MON DNQ | BEL Ret | CAN Ret |         |         |         |         |         |         |         |         |         |         | 18.º | 1      |
| 1986    | Barclay Arrows BMW   |         |         |         |         |         |         | DET Ret | FRA 11  | GBR Ret | GER Ret | HUN Ret | AUT 6   | ITA 8   | POR 11  | MEX 9   | AUS Ret | 18.º | 1      |
| 1987    | West Zakspeed Racing | BRA 9   | SMR 7   | BEL Ret | MON Ex  | DET 8   | FRA Ret | GBR Ret | GER Ret | HUN Ret | AUT 9   | ITA 9   | POR Ret | ESP Ret | MEX Ret | JPN Ret | AUS 7   | NC   | 0      |
| 1989    | Rial Racing          | BRA 14  | SMR DNQ | MON DNQ | MEX 12  | USA 4   | CAN 8   | FRA DNQ | GBR DNQ | GER DNQ | HUN DNQ | BEL DNQ | ITA DNQ | POR DNQ | ESP     | JPN     | AUS     | 21.º | 3      |
| Fuente: |                      |         |         |         |         |         |         |         |         |         |         |         |         |         |         |         |         |      |        |